# Катастрофа Ил-12 под Акшой
Катастрофа Ил-12 под Акшо́й — авиационная катастрофа самолёта Ил-12 компании Аэрофлот, произошедшая во вторник 1 октября (понедельник 30 сентября МСК) 1957 года в районе села Акша́, при этом погибли 27 человек.

## Самолёт
Ил-12 (встречается также обозначение модели Ил-12П) с заводским номером 30123 и серийным 123 был выпущен заводом «Знамя Труда» (Москва) 21 октября 1947 года. Авиалайнер получил бортовой номер СССР-Л1389 и был передан Главному управлению гражданского воздушного флота, которое в свою очередь направило его изначально во Внуковский авиаотряд МУТА. В 1955 году борт Л1389 был переведён в 1-Иркутский (134-й) авиатранспортный отряд Восточно-Сибирского территориального управления гражданского воздушного флота. Общая наработка самолёта составляла 9996 лётных часов.

## Экипаж
- Командир воздушного судна — Новиков Леонид Федорович
- Второй пилот — Шанин Валентин Васильевич
- Бортмеханик — Иванисов Федор Прокофьевич
- Бортрадист — Липатников Александр Степанович
- Стюардесса — Творогова Галина Григорьевна

## Катастрофа
30 сентября авиалайнер выполнял пассажирский рейс 11 из Москвы в Хабаровск. На промежуточной остановке в Иркутске произошла смена экипажа. В 15:10 Ил-12 вылетел из Иркутска и направился к следующей промежуточной остановке на маршруте — Чите, посадка в которой ожидалась в 17:00. На его борту находились 5 членов экипажа и 23 пассажира: 21 взрослый и 2 ребёнка. Согласно прогнозу погоды, на трассе полёта ожидалась слоисто-кучевая и кучево-дождевая облачность 6—9 баллов высотой 1000 метров, дождь, горы закрыты облаками, в облаках обледенение, ветер северо-северо-западный средний (340° 17 м/с). По факту в Чите в это время небо было полностью затянуто облаками, стоял штиль, а видимость достигала 10 километров.
Когда рейс 11 вышел из воздушной зоны Иркутского аэропорта, он начал постепенно отклоняться вправо к югу от маршрута. В диспетчерском центре Иркутска в тот день дежурил Бутенко, который через 21 минуту после вылета самолёта (15:31) наблюдал по обзорному радиолокатору, что авиалайнер отклонился к югу на 17 километров, но не стал требовать от экипажа возвращаться на маршрут полёта. Руководитель полётов диспетчерской службы Иркутского аэропорта Картавов в свою очередь не следил за рейсом 11, а потому даже не догадывался, что тот уклоняется к югу. Когда самолёт пересекал воздушную зону Улан-Удэнского аэропорта, то диспетчер (Мальковский) данного аэропорта не стал включать обзорный радиолокатор и следить за самолётом, а получив истинный пеленг 92°, не стал прокладывать его по карте и не контролировал движение самолёта по направлению. Когда Ил-12 пролетел Улан-Удэ, то он уже был в 30 километрах южнее трассы. Экипаж имел данные, что авиалайнер отклоняется всё дальше к югу, но не принимал никаких мер по возврату на трассу. Даже когда в 16:28 был получен пеленг от радиопеленгатора Читинского аэропорта, который, несмотря на неточность, также показывал, что рейс 11 отклонился к югу, экипаж не стал использовать эти данные. Как было впоследствии установлено, ни один пеленг на карте они не прокладывали.
Когда самолёт выходил из зоны Иркутского районного центра и переходил в зону Читинского центра, то он уже был в 40—50 километрах к югу от трассы. При таком большом расстоянии экипаж не мог настроить радиокомпас на приводные радиостанции Беклемишево и Чита, а также получать пеленги. Не сумев связаться по командной радиостанции, экипаж принял решение снизиться до высоты 2400 метров. Затем они увидели дорогу, как они решили, Романовка—Чита, что северней Читы, и направились вдоль неё в южном направлении, намереваясь так выйти к Чите. На самом деле, это была дорога Дарасун—Акша, которая, наоборот, уводила их от Читы ещё дальше на юг. Руководитель полётов Макаров и авиадиспетчер Баранов с 17:25 по 17:33 получили несколько чётких пеленгов с рейса 11, но не следили за его полётом. Даже когда пилоты передали, что они не находят приводные радиостанции, не могут получить пеленги и фактически потерялись, авиадиспетчеры не стали им помогать. Сам экипаж ранее получал чёткие пеленги, свидетельствующие о том, что лайнер уходит к югу, но не стал использовать эту информацию. Вместо этого экипаж пытался сориентироваться на местности, но дважды снижался над неопознанным горным районом.
Между тем, запас топлива уже подходил к концу. Будучи дезориентирован на местности, в 18:30 экипаж доложил в Читинский диспетчерский центр, что будет производить вынужденную посадку близ замеченного ими населённого пункта. Этим населённым пунктом было село Акша. Экипаж выполнил три захода на посадку на выбранную площадку, когда во время четвёртого захода на высоте 900 метров (200—250 метров над уровнем подобранной площадки) Ил-12 врезался в покрытую лесом сопку высотой 1000 метров. Авиалайнер зацепил деревья, при этом оторвало левую часть крыла. Промчавшись сквозь деревья на протяжении 340 метров и разрушаясь о них, самолёт остановился на противоположном склоне сопки на высоте 850 метров. Катастрофа произошла в 18:55 МСК (00:55 1 октября по местному времени) в 3 километрах юго-восточней Акши и в 190 километрах южнее Читы. Прибывшие спасательные службы обнаружили на месте падения одного тяжелораненого пассажира. Остальные 27 человек (22 пассажира и все 5 членов экипажа) погибли.

## Причины
По мнению комиссии, расследующей происшествие, катастрофа произошла из-за ряда ошибок и нарушений. Одним из виновников стал экипаж, который потерял ориентировку, а затем начал действовать неправильно при попытке её восстановить. Помимо этого, в Иркутском и Читинском диспетчерских центрах авиадиспетчеры не следили за полётом самолёта и не предпринимали попыток вернуть его на маршрут. Помимо этого, Читинский диспетчер (Баранов) за все 2 часа 15 минут, что самолёт находился в его зоне, не пытался определить, где же этот самолёт находится, и не передал ему ни одной команды. Более того, когда случилась катастрофа, Баранов попытался в журнале сделать запись о команде «возьмите курс 3°», которая на самом деле не передавалась. Руководители полётов не контролировали работу диспетчеров, а когда стало известно, что экипаж рейса 11 потерял ориентировку, не стали использовать имеющиеся пеленги, чтобы вернуть его на маршрут. Наконец, диспетчер Улан-Удэнского аэропорта, в нарушение инструкций, не включал обзорный радиолокатор и не контролировал полёт. Также была отмечена и плохая работа внутри 134-го авиаотряда, где руководство плохо контролировало работу экипажей.

### Комментарии
1. ↑  Здесь и далее указано Московское время.